# 愛徳学園小学校
愛徳学園小学校（あいとくがくえんしょうがっこう）は、兵庫県神戸市垂水区に所在する私立女子小学校。学校法人愛徳学園が運営するカトリックミッションスクールである。

## 沿革
- 1954年 カルメル学園小学校創立
- 1955年 愛徳学園小学校に改称
- 1976年 小学校新校舎竣工
- 1984年 学園創立30周年記念式典挙行
- 2005年 学園創立50周年記念式典挙行

## クラブ活動
運動クラブ
- ソフトテニスクラブ
- バドミントンクラブ
- 陸上・球技クラブ

文化クラブ
- 器楽クラブ
- 美術クラブ

## 所在地
- 〒655-0037 兵庫県神戸市垂水区歌敷山3-6-49

## 系列校
- 愛徳学園中学校・高等学校